# Turóczi-Trostler József

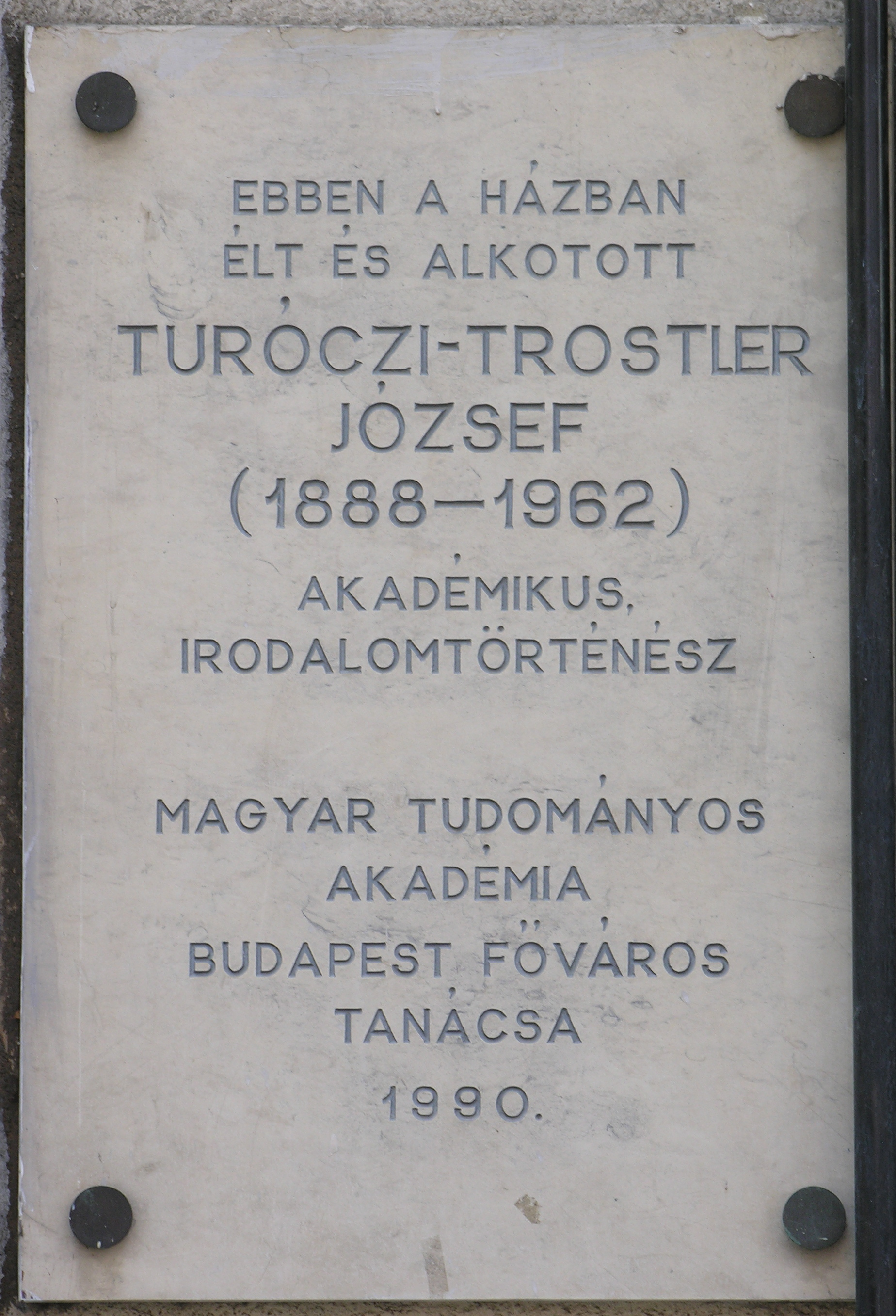
Turóczi-Trostler József emléktáblája egykori lakhelyén, a Ráday utca 33/b szám alatt

Turóczi-Trostler József (neve helytelenül: Turóczi Trostler József) (Moskóc, 1888. október 1. – Budapest, 1962. április 6.) Kossuth-díjas irodalomtörténész, egyetemi tanár, a Magyar Tudományos Akadémia tagja (levelező tag 1945-től, rendes tag 1947-től).
Oktatási, kutatási területe: a klasszikus német irodalom, a magyar–német irodalmi kapcsolatok, a magyar irodalom és az európai irodalom összefüggései.

## Életpályája
A Turóc vármegyei Moskócon, szlovák településen született. Felsőfokú tanulmányokat a budapesti egyetemen folytatott. Középiskolai tanári oklevelével a temesvári főreáliskolában helyezkedett el, a nagy változások idején, 1918-ban már a vallás- és közoktatásügyi minisztériumban előadó, a Tanácsköztársaság idején pedig kinevezték a budapesti egyetem világirodalmi tanszékére. A fehérterror idején megfosztották egyetemi katedrájától, 1922-től ismét középiskolai tanár és a Budapesten megjelenő német nyelvű Pester Lloyd, s a magyar nyelvű Független Szemle munkatársa.
Behatóan foglalkozott a német irodalommal, elsősorban germanista volt, ismerte a kortárs német irodalmi és művészeti iskolák képviselőit és kutatóit, köztük Fiedrich Gundolf (1880-1931); Wilhelm Worringer (1881-1965). A német irodalomból Johann Wolfgang von Goethe, Heinrich Heine, Nikolaus Lenau, és Thomas Mann életművével foglalkozott behatóan. Az európai és a magyar irodalom kapcsán a nagy művészeti korszakokat (barokk, klasszicizmus, romantika) elemezte.
A magyar irodalomban Vajda Péter, Katona József, Petőfi Sándor életműve gyakorolt rá mély benyomást. Egyik neves irodalmi előadója volt a két háború közt az SZDP munkás akadémiájának. Folyamatosan alkotott, nyelv és irodalomtudományi közleményeit szakfolyóiratokban, Egyetemes Philologiai Közlöny, Nyugat, Magyarságtudomány, Válasz stb. jelentette meg. Műfordítással és műfordítások közreadásával is eredményesen foglalkozott, de fordított németből magyarra szakirodalmat is. Sokat tett Petőfi Sándor költészetének német nyelvterületen való megismertetéséért.
1945-ben a budapesti egyetem világirodalmi tanszékére nevezték ki nyilvános rendes tanárnak, beválasztották az MTA levelező (1945), majd rendes (1947) tagjai sorába, szerkesztette az egyetemen az idegen nyelveken publikáló Acta Litterariát, majd 1955-től a magyar nyelvű Filológiai Közlönyt. A második világháború után egy ideig országgyűlési képviselő volt az MSZDP színeiben. 1957–1958-ban a Bölcsészettudományi Kar dékánja. 1958-ban Kossuth-díjjal tüntették ki.

## Művei (válogatás)